# Mistrzostwa Europy w Kolarstwie Szosowym 2021 – wyścig ze startu wspólnego mężczyzn
Mistrzostwa Europy w Kolarstwie Szosowym 2021 – wyścig ze startu wspólnego mężczyzn – konkurencja wyścigu ze startu wspólnego elity mężczyzn w ramach Mistrzostw Europy w Kolarstwie Szosowym 2021, która rozegrana została 12 września 2021 na liczącej 179,2 kilometra trasie wokół Trydentu.

## Uczestnicy

### Reprezentacje
| Reprezentacje (36)- Belgia - Francja - Słowenia - Holandia - Włochy - Hiszpania - Niemcy - Szwajcaria - Portugalia - Rosja - Norwegia - Irlandia - Polska - Austria - Czechy - Słowacja - Estonia - Ukraina - Luksemburg - Białoruś - Rumunia - Litwa - Węgry - Szwecja - Grecja - Albania - Finlandia - Izrael - Chorwacja - Bułgaria - Islandia - Mołdawia - Macedonia Północna - Cypr - Monako - Azerbejdżan |
| |

### Lista startowa
| Belgia BEL | Belgia BEL         | Belgia BEL |
| ---------- | ------------------ | ---------- |
| Nr         | Kolarz             | Miejsce    |
| 1          | Victor Campenaerts | 10.        |
| 2          | Stan Dewulf        | 11.        |
| 3          | Remco Evenepoel    | 2.         |
| 4          | Philippe Gilbert   | DNF        |
| 5          | Ben Hermans        | 8.         |
| 6          | Dylan Teuns        | DNF        |
| 7          | Harm Vanhoucke     | 31.        |
| 8          | Gianni Vermeersch  | DNF        |

| Francja FRA | Francja FRA            | Francja FRA |
| ----------- | ---------------------- | ----------- |
| Nr          | Kolarz                 | Miejsce     |
| 9           | Romain Bardet          | 12.         |
| 10          | Warren Barguil         | 25.         |
| 11          | Franck Bonnamour       | DNF         |
| 12          | Benoît Cosnefroy       | 3.          |
| 13          | Valentin Madouas       | DNF         |
| 14          | Aurélien Paret-Peintre | DNF         |
| 15          | Pierre-Luc Périchon    | DNF         |
| 16          | Thibaut Pinot          | DNF         |

| Słowenia SLO | Słowenia SLO  | Słowenia SLO |
| ------------ | ------------- | ------------ |
| Nr           | Kolarz        | Miejsce      |
| 17           | Žiga Jerman   | DNF          |
| 18           | Matej Mohorič | 13.          |
| 19           | Domen Novak   | DNF          |
| 20           | David Per     | DNF          |
| 21           | Tadej Pogačar | 5.           |

| Holandia NED | Holandia NED        | Holandia NED |
| ------------ | ------------------- | ------------ |
| Nr           | Kolarz              | Miejsce      |
| 22           | Koen Bouwman        | 19.          |
| 23           | Sebastian Langeveld | DNF          |
| 25           | Bauke Mollema       | 17.          |
| 26           | Timo Roosen         | DNF          |
| 27           | Ide Schelling       | DNF          |
| 28           | Julius van den Berg | DNF          |
| 29           | Nick van der Lijke  | DNF          |

| Włochy ITA | Włochy ITA       | Włochy ITA |
| ---------- | ---------------- | ---------- |
| Nr         | Kolarz           | Miejsce    |
| 30         | Giovanni Aleotti | DNF        |
| 31         | Andrea Bagioli   | DNF        |
| 32         | Mattia Cattaneo  | DNF        |
| 33         | Sonny Colbrelli  | 1.         |
| 34         | Filippo Ganna    | DNF        |
| 35         | Gianni Moscon    | 30.        |
| 36         | Matteo Trentin   | 4.         |
| 37         | Diego Ulissi     | 15.        |

| Hiszpania ESP | Hiszpania ESP       | Hiszpania ESP |
| ------------- | ------------------- | ------------- |
| Nr            | Kolarz              | Miejsce       |
| 38            | Roger Adrià         | 29.           |
| 39            | David de la Cruz    | DNF           |
| 40            | Imanol Erviti       | DNF           |
| 41            | Iván García Cortina | DNF           |
| 42            | Gorka Izagirre      | DNF           |
| 43            | Ion Izagirre        | DNF           |
| 44            | Mikel Landa         | DNF           |
| 45            | Antonio Jesús Soto  | DNF           |

| Niemcy GER | Niemcy GER        | Niemcy GER |
| ---------- | ----------------- | ---------- |
| Nr         | Kolarz            | Miejsce    |
| 46         | Simon Geschke     | 16.        |
| 47         | Miguel Heidemann  | DNF        |
| 48         | Florian Lipowitz  | DNF        |
| 49         | Jonas Rapp        | DNF        |
| 50         | Jonas Rutsch      | DNF        |
| 51         | Immanuel Stark    | DNF        |
| 52         | Jannik Steimle    | DNF        |
| 53         | Georg Steinhauser | DNF        |

| Szwajcaria SUI | Szwajcaria SUI        | Szwajcaria SUI |
| -------------- | --------------------- | -------------- |
| Nr             | Kolarz                | Miejsce        |
| 54             | Matteo Badilatti      | 24.            |
| 55             | Marc Hirschi          | 6.             |
| 56             | Fabian Lienhard       | DNF            |
| 57             | Gino Mäder            | DNF            |
| 58             | Simon Pellaud         | DNF            |
| 59             | Sébastien Reichenbach | 27.            |
| 60             | Roland Thalmann       | DNF            |
| 61             | Yannis Voisard        | DNF            |

| Portugalia POR | Portugalia POR  | Portugalia POR |
| -------------- | --------------- | -------------- |
| Nr             | Kolarz          | Miejsce        |
| 62             | João Almeida    | 14.            |
| 63             | Rui Costa       | 18.            |
| 64             | Ruben Guerreiro | DNF            |
| 65             | Nelson Oliveira | 28.            |
| 66             | Rui Oliveira    | DNF            |
| 67             | Rafael Reis     | DNF            |

| Rosja RUS | Rosja RUS           | Rosja RUS |
| --------- | ------------------- | --------- |
| Nr        | Kolarz              | Miejsce   |
| 68        | Siergiej Czerniecki | 26.       |
| 69        | Pawieł Koczetkow    | DNF       |
| 70        | Roman Majkin        | DNF       |
| 71        | Dienis Niekrasow    | DNF       |
| 72        | Artiom Nycz         | DNF       |
| 73        | Pawieł Siwakow      | 9.        |
| 74        | Dmitrij Strachow    | 21.       |

| Norwegia NOR | Norwegia NOR         | Norwegia NOR |
| ------------ | -------------------- | ------------ |
| Nr           | Kolarz               | Miejsce      |
| 75           | Kristian Aasvold     | DNF          |
| 76           | Sven Erik Bystrøm    | DNF          |
| 77           | Odd Christian Eiking | 23.          |
| 78           | Markus Hoelgaard     | 7.           |
| 79           | Alexander Kristoff   | DNF          |
| 80           | Andreas Leknessund   | DNF          |

| Irlandia IRL | Irlandia IRL    | Irlandia IRL |
| ------------ | --------------- | ------------ |
| Nr           | Kolarz          | Miejsce      |
| 81           | Sam Bennett     | DNF          |
| 82           | Conn McDunphy   | DNF          |
| 83           | Ryan Mullen     | DNF          |
| 84           | Matthew Teggart | DNF          |

| Polska POL | Polska POL               | Polska POL |
| ---------- | ------------------------ | ---------- |
| Nr         | Kolarz                   | Miejsce    |
| 85         | Marcin Budziński         | DNF        |
| 86         | Michał Gołaś             | DNF        |
| 87         | Jakub Kaczmarek          | DNF        |
| 88         | Przemysław Kasperkiewicz | DNF        |
| 89         | Maciej Paterski          | DNF        |
| 90         | Szymon Tracz             | DNF        |

| Austria AUT | Austria AUT           | Austria AUT |
| ----------- | --------------------- | ----------- |
| Nr          | Kolarz                | Miejsce     |
| 91          | Felix Gall            | DNF         |
| 92          | Felix Großschartner   | 22.         |
| 93          | Marco Haller          | DNF         |
| 94          | Hermann Pernsteiner   | DNF         |
| 95          | Sebastian Schönberger | DNF         |

| Czechy CZE | Czechy CZE     | Czechy CZE |
| ---------- | -------------- | ---------- |
| Nr         | Kolarz         | Miejsce    |
| 96         | Jan Bárta      | DNF        |
| 97         | Michael Kukrle | 20.        |
| 98         | Zdeněk Štybar  | DNF        |
| 99         | Adam Ťoupalík  | DNF        |
| 100        | Daniel Turek   | DNF        |

| Słowacja SVK | Słowacja SVK  | Słowacja SVK |
| ------------ | ------------- | ------------ |
| Nr           | Kolarz        | Miejsce      |
| 101          | Juraj Bellan  | DNF          |
| 102          | Marek Čanecký | DNF          |
| 103          | Martin Haring | DNF          |
| 104          | Juraj Sagan   | DNF          |
| 105          | Peter Sagan   | DNF          |
| 106          | Patrik Tybor  | DNF          |

| Estonia EST | Estonia EST       | Estonia EST |
| ----------- | ----------------- | ----------- |
| Nr          | Kolarz            | Miejsce     |
| 107         | Gert Kivistik     | DNF         |
| 108         | Karl Patrick Lauk | DNF         |
| 109         | Mihkel Räim       | DNF         |
| 110         | Rein Taaramäe     | DNF         |
| 111         | Norman Vahtra     | DNF         |

| Ukraina UKR | Ukraina UKR        | Ukraina UKR |
| ----------- | ------------------ | ----------- |
| Nr          | Kolarz             | Miejsce     |
| 112         | Anatolij Budiak    | DNF         |
| 113         | Witalij Buc        | DNF         |
| 114         | Ołeksandr Hołowasz | DNF         |
| 115         | Mychajło Kononenko | DNF         |
| 116         | Andrij Kulik       | DNF         |
| 117         | Mark Padun         | DNF         |

| Luksemburg LUX | Luksemburg LUX | Luksemburg LUX |
| -------------- | -------------- | -------------- |
| Nr             | Kolarz         | Miejsce        |
| 118            | Kevin Geniets  | DNF            |
| 119            | Michel Ries    | DNF            |
| 120            | Luc Wirtgen    | DNF            |
| 121            | Jan Petelin    | DNF            |

| Białoruś BLR | Białoruś BLR         | Białoruś BLR |
| ------------ | -------------------- | ------------ |
| Nr           | Kolarz               | Miejsce      |
| 122          | Alaksandr Rabuszenka | DNF          |

| Rumunia ROU | Rumunia ROU | Rumunia ROU |
| ----------- | ----------- | ----------- |
| Nr          | Kolarz      | Miejsce     |
| 123         | Emil Dima   | DNF         |

| Litwa LTU | Litwa LTU           | Litwa LTU |
| --------- | ------------------- | --------- |
| Nr        | Kolarz              | Miejsce   |
| 124       | Edgaras Kovaliovas  | DNF       |
| 125       | Venantas Lašinis    | DNF       |
| 126       | Evaldas Šiškevicius | DNF       |

| Węgry HUN | Węgry HUN      | Węgry HUN |
| --------- | -------------- | --------- |
| Nr        | Kolarz         | Miejsce   |
| 127       | Viktor Filutás | DNF       |
| 128       | Barnabás Peák  | DNF       |
| 129       | János Pelikán  | DNF       |
| 130       | Attila Valter  | DNF       |

| Szwecja SWE | Szwecja SWE    | Szwecja SWE |
| ----------- | -------------- | ----------- |
| Nr          | Kolarz         | Miejsce     |
| 131         | Lucas Eriksson | DNF         |
| 132         | Kim Magnusson  | DNF         |

| Grecja GRE | Grecja GRE           | Grecja GRE |
| ---------- | -------------------- | ---------- |
| Nr         | Kolarz               | Miejsce    |
| 133        | Georgios Boutopoulos | DNF        |

| Albania ALB | Albania ALB    | Albania ALB |
| ----------- | -------------- | ----------- |
| Nr          | Kolarz         | Miejsce     |
| 134         | Marolino Hoxha | DNF         |
| 135         | Mejdin Malhani | DNF         |
| 136         | Ylber Sefa     | DNF         |
| 137         | Olsian Velia   | DNF         |

| Finlandia FIN | Finlandia FIN | Finlandia FIN |
| ------------- | ------------- | ------------- |
| Nr            | Kolarz        | Miejsce       |
| 138           | Ukko Peltonen | DNF           |

| Izrael ISR | Izrael ISR     | Izrael ISR |
| ---------- | -------------- | ---------- |
| Nr         | Kolarz         | Miejsce    |
| 139        | Omer Goldstein | DNF        |
| 140        | Gaj Sagiw      | DNF        |

| Chorwacja CRO | Chorwacja CRO | Chorwacja CRO |
| ------------- | ------------- | ------------- |
| Nr            | Kolarz        | Miejsce       |
| 141           | Josip Rumac   | DNF           |

| Bułgaria BUL | Bułgaria BUL | Bułgaria BUL |
| ------------ | ------------ | ------------ |
| Nr           | Kolarz       | Miejsce      |
| 142          | Spas Gjurow  | DNF          |

| Islandia ISL | Islandia ISL       | Islandia ISL |
| ------------ | ------------------ | ------------ |
| Nr           | Kolarz             | Miejsce      |
| 143          | Hafsteinn Geirsson | DNF          |
| 144          | Ingvar Ómarsson    | DNF          |

| Mołdawia MDA | Mołdawia MDA      | Mołdawia MDA |
| ------------ | ----------------- | ------------ |
| Nr           | Kolarz            | Miejsce      |
| 145          | Cristian Raileanu | DNF          |

| Macedonia Północna MKD | Macedonia Północna MKD | Macedonia Północna MKD |
| ---------------------- | ---------------------- | ---------------------- |
| Nr                     | Kolarz                 | Miejsce                |
| 146                    | Andrej Petrowski       | DNF                    |

| Cypr CYP | Cypr CYP          | Cypr CYP |
| -------- | ----------------- | -------- |
| Nr       | Kolarz            | Miejsce  |
| 147      | Andreas Miltiadis | DNF      |

| Monako MON | Monako MON         | Monako MON |
| ---------- | ------------------ | ---------- |
| Nr         | Kolarz             | Miejsce    |
| 148        | Antoine Berlin     | DNF        |
| 149        | Victor Langellotti | DNF        |

| Azerbejdżan AZE | Azerbejdżan AZE  | Azerbejdżan AZE |
| --------------- | ---------------- | --------------- |
| Nr              | Kolarz           | Miejsce         |
| 150             | Musa Mikayilzade | DNF             |

| Belgia BEL | Belgia BEL         | Belgia BEL |
| ---------- | ------------------ | ---------- |
| Nr         | Kolarz             | Miejsce    |
| 1          | Victor Campenaerts | 10.        |
| 2          | Stan Dewulf        | 11.        |
| 3          | Remco Evenepoel    | 2.         |
| 4          | Philippe Gilbert   | DNF        |
| 5          | Ben Hermans        | 8.         |
| 6          | Dylan Teuns        | DNF        |
| 7          | Harm Vanhoucke     | 31.        |
| 8          | Gianni Vermeersch  | DNF        |

| Francja FRA | Francja FRA            | Francja FRA |
| ----------- | ---------------------- | ----------- |
| Nr          | Kolarz                 | Miejsce     |
| 9           | Romain Bardet          | 12.         |
| 10          | Warren Barguil         | 25.         |
| 11          | Franck Bonnamour       | DNF         |
| 12          | Benoît Cosnefroy       | 3.          |
| 13          | Valentin Madouas       | DNF         |
| 14          | Aurélien Paret-Peintre | DNF         |
| 15          | Pierre-Luc Périchon    | DNF         |
| 16          | Thibaut Pinot          | DNF         |

| Słowenia SLO | Słowenia SLO  | Słowenia SLO |
| ------------ | ------------- | ------------ |
| Nr           | Kolarz        | Miejsce      |
| 17           | Žiga Jerman   | DNF          |
| 18           | Matej Mohorič | 13.          |
| 19           | Domen Novak   | DNF          |
| 20           | David Per     | DNF          |
| 21           | Tadej Pogačar | 5.           |

| Holandia NED | Holandia NED        | Holandia NED |
| ------------ | ------------------- | ------------ |
| Nr           | Kolarz              | Miejsce      |
| 22           | Koen Bouwman        | 19.          |
| 23           | Sebastian Langeveld | DNF          |
| 25           | Bauke Mollema       | 17.          |
| 26           | Timo Roosen         | DNF          |
| 27           | Ide Schelling       | DNF          |
| 28           | Julius van den Berg | DNF          |
| 29           | Nick van der Lijke  | DNF          |

| Włochy ITA | Włochy ITA       | Włochy ITA |
| ---------- | ---------------- | ---------- |
| Nr         | Kolarz           | Miejsce    |
| 30         | Giovanni Aleotti | DNF        |
| 31         | Andrea Bagioli   | DNF        |
| 32         | Mattia Cattaneo  | DNF        |
| 33         | Sonny Colbrelli  | 1.         |
| 34         | Filippo Ganna    | DNF        |
| 35         | Gianni Moscon    | 30.        |
| 36         | Matteo Trentin   | 4.         |
| 37         | Diego Ulissi     | 15.        |

| Hiszpania ESP | Hiszpania ESP       | Hiszpania ESP |
| ------------- | ------------------- | ------------- |
| Nr            | Kolarz              | Miejsce       |
| 38            | Roger Adrià         | 29.           |
| 39            | David de la Cruz    | DNF           |
| 40            | Imanol Erviti       | DNF           |
| 41            | Iván García Cortina | DNF           |
| 42            | Gorka Izagirre      | DNF           |
| 43            | Ion Izagirre        | DNF           |
| 44            | Mikel Landa         | DNF           |
| 45            | Antonio Jesús Soto  | DNF           |

| Niemcy GER | Niemcy GER        | Niemcy GER |
| ---------- | ----------------- | ---------- |
| Nr         | Kolarz            | Miejsce    |
| 46         | Simon Geschke     | 16.        |
| 47         | Miguel Heidemann  | DNF        |
| 48         | Florian Lipowitz  | DNF        |
| 49         | Jonas Rapp        | DNF        |
| 50         | Jonas Rutsch      | DNF        |
| 51         | Immanuel Stark    | DNF        |
| 52         | Jannik Steimle    | DNF        |
| 53         | Georg Steinhauser | DNF        |

| Szwajcaria SUI | Szwajcaria SUI        | Szwajcaria SUI |
| -------------- | --------------------- | -------------- |
| Nr             | Kolarz                | Miejsce        |
| 54             | Matteo Badilatti      | 24.            |
| 55             | Marc Hirschi          | 6.             |
| 56             | Fabian Lienhard       | DNF            |
| 57             | Gino Mäder            | DNF            |
| 58             | Simon Pellaud         | DNF            |
| 59             | Sébastien Reichenbach | 27.            |
| 60             | Roland Thalmann       | DNF            |
| 61             | Yannis Voisard        | DNF            |

| Portugalia POR | Portugalia POR  | Portugalia POR |
| -------------- | --------------- | -------------- |
| Nr             | Kolarz          | Miejsce        |
| 62             | João Almeida    | 14.            |
| 63             | Rui Costa       | 18.            |
| 64             | Ruben Guerreiro | DNF            |
| 65             | Nelson Oliveira | 28.            |
| 66             | Rui Oliveira    | DNF            |
| 67             | Rafael Reis     | DNF            |

| Rosja RUS | Rosja RUS           | Rosja RUS |
| --------- | ------------------- | --------- |
| Nr        | Kolarz              | Miejsce   |
| 68        | Siergiej Czerniecki | 26.       |
| 69        | Pawieł Koczetkow    | DNF       |
| 70        | Roman Majkin        | DNF       |
| 71        | Dienis Niekrasow    | DNF       |
| 72        | Artiom Nycz         | DNF       |
| 73        | Pawieł Siwakow      | 9.        |
| 74        | Dmitrij Strachow    | 21.       |

| Norwegia NOR | Norwegia NOR         | Norwegia NOR |
| ------------ | -------------------- | ------------ |
| Nr           | Kolarz               | Miejsce      |
| 75           | Kristian Aasvold     | DNF          |
| 76           | Sven Erik Bystrøm    | DNF          |
| 77           | Odd Christian Eiking | 23.          |
| 78           | Markus Hoelgaard     | 7.           |
| 79           | Alexander Kristoff   | DNF          |
| 80           | Andreas Leknessund   | DNF          |

| Irlandia IRL | Irlandia IRL    | Irlandia IRL |
| ------------ | --------------- | ------------ |
| Nr           | Kolarz          | Miejsce      |
| 81           | Sam Bennett     | DNF          |
| 82           | Conn McDunphy   | DNF          |
| 83           | Ryan Mullen     | DNF          |
| 84           | Matthew Teggart | DNF          |

| Polska POL | Polska POL               | Polska POL |
| ---------- | ------------------------ | ---------- |
| Nr         | Kolarz                   | Miejsce    |
| 85         | Marcin Budziński         | DNF        |
| 86         | Michał Gołaś             | DNF        |
| 87         | Jakub Kaczmarek          | DNF        |
| 88         | Przemysław Kasperkiewicz | DNF        |
| 89         | Maciej Paterski          | DNF        |
| 90         | Szymon Tracz             | DNF        |

| Austria AUT | Austria AUT           | Austria AUT |
| ----------- | --------------------- | ----------- |
| Nr          | Kolarz                | Miejsce     |
| 91          | Felix Gall            | DNF         |
| 92          | Felix Großschartner   | 22.         |
| 93          | Marco Haller          | DNF         |
| 94          | Hermann Pernsteiner   | DNF         |
| 95          | Sebastian Schönberger | DNF         |

| Czechy CZE | Czechy CZE     | Czechy CZE |
| ---------- | -------------- | ---------- |
| Nr         | Kolarz         | Miejsce    |
| 96         | Jan Bárta      | DNF        |
| 97         | Michael Kukrle | 20.        |
| 98         | Zdeněk Štybar  | DNF        |
| 99         | Adam Ťoupalík  | DNF        |
| 100        | Daniel Turek   | DNF        |

| Słowacja SVK | Słowacja SVK  | Słowacja SVK |
| ------------ | ------------- | ------------ |
| Nr           | Kolarz        | Miejsce      |
| 101          | Juraj Bellan  | DNF          |
| 102          | Marek Čanecký | DNF          |
| 103          | Martin Haring | DNF          |
| 104          | Juraj Sagan   | DNF          |
| 105          | Peter Sagan   | DNF          |
| 106          | Patrik Tybor  | DNF          |

| Estonia EST | Estonia EST       | Estonia EST |
| ----------- | ----------------- | ----------- |
| Nr          | Kolarz            | Miejsce     |
| 107         | Gert Kivistik     | DNF         |
| 108         | Karl Patrick Lauk | DNF         |
| 109         | Mihkel Räim       | DNF         |
| 110         | Rein Taaramäe     | DNF         |
| 111         | Norman Vahtra     | DNF         |

| Ukraina UKR | Ukraina UKR        | Ukraina UKR |
| ----------- | ------------------ | ----------- |
| Nr          | Kolarz             | Miejsce     |
| 112         | Anatolij Budiak    | DNF         |
| 113         | Witalij Buc        | DNF         |
| 114         | Ołeksandr Hołowasz | DNF         |
| 115         | Mychajło Kononenko | DNF         |
| 116         | Andrij Kulik       | DNF         |
| 117         | Mark Padun         | DNF         |

| Luksemburg LUX | Luksemburg LUX | Luksemburg LUX |
| -------------- | -------------- | -------------- |
| Nr             | Kolarz         | Miejsce        |
| 118            | Kevin Geniets  | DNF            |
| 119            | Michel Ries    | DNF            |
| 120            | Luc Wirtgen    | DNF            |
| 121            | Jan Petelin    | DNF            |

| Białoruś BLR | Białoruś BLR         | Białoruś BLR |
| ------------ | -------------------- | ------------ |
| Nr           | Kolarz               | Miejsce      |
| 122          | Alaksandr Rabuszenka | DNF          |

| Rumunia ROU | Rumunia ROU | Rumunia ROU |
| ----------- | ----------- | ----------- |
| Nr          | Kolarz      | Miejsce     |
| 123         | Emil Dima   | DNF         |

| Litwa LTU | Litwa LTU           | Litwa LTU |
| --------- | ------------------- | --------- |
| Nr        | Kolarz              | Miejsce   |
| 124       | Edgaras Kovaliovas  | DNF       |
| 125       | Venantas Lašinis    | DNF       |
| 126       | Evaldas Šiškevicius | DNF       |

| Węgry HUN | Węgry HUN      | Węgry HUN |
| --------- | -------------- | --------- |
| Nr        | Kolarz         | Miejsce   |
| 127       | Viktor Filutás | DNF       |
| 128       | Barnabás Peák  | DNF       |
| 129       | János Pelikán  | DNF       |
| 130       | Attila Valter  | DNF       |

| Szwecja SWE | Szwecja SWE    | Szwecja SWE |
| ----------- | -------------- | ----------- |
| Nr          | Kolarz         | Miejsce     |
| 131         | Lucas Eriksson | DNF         |
| 132         | Kim Magnusson  | DNF         |

| Grecja GRE | Grecja GRE           | Grecja GRE |
| ---------- | -------------------- | ---------- |
| Nr         | Kolarz               | Miejsce    |
| 133        | Georgios Boutopoulos | DNF        |

| Albania ALB | Albania ALB    | Albania ALB |
| ----------- | -------------- | ----------- |
| Nr          | Kolarz         | Miejsce     |
| 134         | Marolino Hoxha | DNF         |
| 135         | Mejdin Malhani | DNF         |
| 136         | Ylber Sefa     | DNF         |
| 137         | Olsian Velia   | DNF         |

| Finlandia FIN | Finlandia FIN | Finlandia FIN |
| ------------- | ------------- | ------------- |
| Nr            | Kolarz        | Miejsce       |
| 138           | Ukko Peltonen | DNF           |

| Izrael ISR | Izrael ISR     | Izrael ISR |
| ---------- | -------------- | ---------- |
| Nr         | Kolarz         | Miejsce    |
| 139        | Omer Goldstein | DNF        |
| 140        | Gaj Sagiw      | DNF        |

| Chorwacja CRO | Chorwacja CRO | Chorwacja CRO |
| ------------- | ------------- | ------------- |
| Nr            | Kolarz        | Miejsce       |
| 141           | Josip Rumac   | DNF           |

| Bułgaria BUL | Bułgaria BUL | Bułgaria BUL |
| ------------ | ------------ | ------------ |
| Nr           | Kolarz       | Miejsce      |
| 142          | Spas Gjurow  | DNF          |

| Islandia ISL | Islandia ISL       | Islandia ISL |
| ------------ | ------------------ | ------------ |
| Nr           | Kolarz             | Miejsce      |
| 143          | Hafsteinn Geirsson | DNF          |
| 144          | Ingvar Ómarsson    | DNF          |

| Mołdawia MDA | Mołdawia MDA      | Mołdawia MDA |
| ------------ | ----------------- | ------------ |
| Nr           | Kolarz            | Miejsce      |
| 145          | Cristian Raileanu | DNF          |

| Macedonia Północna MKD | Macedonia Północna MKD | Macedonia Północna MKD |
| ---------------------- | ---------------------- | ---------------------- |
| Nr                     | Kolarz                 | Miejsce                |
| 146                    | Andrej Petrowski       | DNF                    |

| Cypr CYP | Cypr CYP          | Cypr CYP |
| -------- | ----------------- | -------- |
| Nr       | Kolarz            | Miejsce  |
| 147      | Andreas Miltiadis | DNF      |

| Monako MON | Monako MON         | Monako MON |
| ---------- | ------------------ | ---------- |
| Nr         | Kolarz             | Miejsce    |
| 148        | Antoine Berlin     | DNF        |
| 149        | Victor Langellotti | DNF        |

| Azerbejdżan AZE | Azerbejdżan AZE  | Azerbejdżan AZE |
| --------------- | ---------------- | --------------- |
| Nr              | Kolarz           | Miejsce         |
| 150             | Musa Mikayilzade | DNF             |

## Klasyfikacja generalna
| \| Klasyfikacja generalna \| Klasyfikacja generalna \| Klasyfikacja generalna \| Klasyfikacja generalna \| Klasyfikacja generalna \| \| Kolarz \| Kolarz \| Państwo \| Drużyna \| Czas \| \| ---------------------- \| ---------------------- \| ---------------------- \| ---------------------- \| ---------------------- \| \| 1. \| Sonny Colbrelli \| Włochy \| Bahrain Victorious \| 4h 19' 45" \| \| 2. \| Remco Evenepoel \| Belgia \| Deceuninck-Quick Step \| + 0" \| \| 3. \| Benoît Cosnefroy \| Francja \| AG2R Citroën Team \| + 1' 30" \| \| 4. \| Matteo Trentin \| Włochy \| UAE Team Emirates \| + 1' 44" \| \| 5. \| Tadej Pogačar \| Słowenia \| UAE Team Emirates \| + 1' 44" \| \| 6. \| Marc Hirschi \| Szwajcaria \| UAE Team Emirates \| + 1' 44" \| \| 7. \| Markus Hoelgaard \| Norwegia \| Uno-X Pro Cycling Team \| + 1' 44" \| \| 8. \| Ben Hermans \| Belgia \| Israel Start-Up Nation \| + 1' 46" \| \| 9. \| Pawieł Siwakow \| Rosja \| Ineos Grenadiers \| + 1' 49" \| \| 10. \| Victor Campenaerts \| Belgia \| Qhubeka NextHash \| + 5' 41" \| |                    |            |                        |            |
| |                    |            |                        |            |
| Źródło: ProCyclingStats |                    |            |                        |            |
| Klasyfikacja generalna |                    |            |                        |            |
| Kolarz | Kolarz             | Państwo    | Drużyna                | Czas       |
| 1. | Sonny Colbrelli    | Włochy     | Bahrain Victorious     | 4h 19' 45" |
| 2. | Remco Evenepoel    | Belgia     | Deceuninck-Quick Step  | + 0"       |
| 3. | Benoît Cosnefroy   | Francja    | AG2R Citroën Team      | + 1' 30"   |
| 4. | Matteo Trentin     | Włochy     | UAE Team Emirates      | + 1' 44"   |
| 5. | Tadej Pogačar      | Słowenia   | UAE Team Emirates      | + 1' 44"   |
| 6. | Marc Hirschi       | Szwajcaria | UAE Team Emirates      | + 1' 44"   |
| 7. | Markus Hoelgaard   | Norwegia   | Uno-X Pro Cycling Team | + 1' 44"   |
| 8. | Ben Hermans        | Belgia     | Israel Start-Up Nation | + 1' 46"   |
| 9. | Pawieł Siwakow     | Rosja      | Ineos Grenadiers       | + 1' 49"   |
| 10. | Victor Campenaerts | Belgia     | Qhubeka NextHash       | + 5' 41"   |